# Lausbubengeschichten (Film)
Der Film Lausbubengeschichten aus dem Jahr 1964 ist der erste von fünf Teilen einer Reihe von Verfilmungen der gleichnamigen Geschichten des bayerischen Heimatschriftstellers Ludwig Thoma (1867–1921) (Untertitel des Romans: „Aus meiner Jugendzeit“). Die Regie des Films lag bei Helmut Käutner, Hansi Kraus verkörperte den Lausbuben Ludwig Thoma, Käthe Braun seine Mutter Theres, Renate Kasche seine Schwester Ännchen und Michl Lang Ludwigs Onkel Josef Filser.

## Handlung
Der Film beginnt mit einer Rahmenhandlung: 1911 konfisziert in Bayern ein katholischer Pfarrer und Religionslehrer während seines Unterrichts von einem seiner Schüler das Buch Lausbubengeschichten von Ludwig Thoma, weil es auf dem Schulindex steht. Dies hindert den Geistlichen jedoch nicht daran, das Buch im Pfarrhaus selbst zu lesen und herzhaft über die enthaltenen Geschichten zu lachen. Abends liest er seiner Haushälterin daraus vor:
Zur Zeit des Todes König Ludwigs II. von Bayern, etwa 1886: Der Lausbub Ludwig Thoma hält, sehr zur Betrübnis seiner Mutter Therese, mit seinen Streichen sein fiktives oberbayerisches Heimatdorf Gamsting in Atem. Er treibt hochnäsige Preußen wie den Geheimrat Bischof, den frömmelnden Pfarrer und Religionslehrer Falkenberg alias „Kindlein“, den selbsternannten Kriegshelden Hauptmann a. D. Semmelmaier, sowie nörgelnde Verwandte wie die Tante Frieda zur Verzweiflung. Verständnis findet er eigentlich nur bei seinem Patenonkel, dem Landtagsabgeordneten Josef Filser, sowie seinem Freund Franz Reiser, den er mit seiner Cousine Cora zusammenbringt – und dafür in seinen Träumen als Held dekoriert wird.

## Sonstiges
Der Film wurde im Bavaria Atelier München-Geiselgasteig produziert. Die Drehzeit dauerte vom 22. Juni bis zum 14. August 1964. Drehorte waren Tegernsee und Beuerberg. Die Uraufführung erfolgte am 15. Oktober 1964 in Tegernsee und München (Sendlinger Tor, Rathaus Lichtspiele).
In allen Teilen der Filmreihe – insbesondere aber im ersten – sind die Bahnhofsanlagen der in diesem Abschnitt 1972 stillgelegten Isartalbahn in Eurasburg und Beuerberg zu sehen. Diese Aufnahmen sind die einzigen bekannten Farbfilmzeugnisse vom Betrieb dieser ehemaligen Bahnstrecke. Beuerberg war zum Zeitpunkt der Dreharbeiten bereits Endstation der ursprünglich bis Bichl verlaufenden Linie. Die Aufnahme eines in Richtung Berge fahrenden Zuges vor der Kulisse von Beuerberg zu Beginn des ersten Films ist insofern interessant, als das gezeigte Gleis zum Drehzeitpunkt bereits ins Leere verlief und nur wenige hundert Meter weiter endete.
In dem mit authentischem Lokalkolorit ausgestatteten Film spielte fast die ganze Garde der führenden deutschen Kino- und Volksschauspieler mit, so Beppo Brem, Franz Muxeneder, Carl Wery, Harald Juhnke, Ernst Fritz Fürbringer, Rosl Mayr, Michael Verhoeven und nicht zuletzt Elisabeth Flickenschildt.
Nachdem die Thoma-Romane abgearbeitet waren, spielte Hauptdarsteller Hansi Kraus den Pepe Nietnagel in allen sieben Teilen der sogenannten Lümmelfilme.

## Kritik
„Helmut Käutner verläßt sich vor allem auf die sorgsam rekonstruierten altbayrischen Trachten und Milieus; satirische Spitzen bleiben gemütvoll.“

## DVD
- Lausbubengeschichten. (5 Filme auf 3 DVDs). EuroVideo, 2008.
- Lausbubengeschichten. (5 Filme auf 5 DVDs). Jubiläumsedition. StudioCanal, 2014.